# Habitatge al carrer Mulleres, 36 (Olot)
L'habitatge al carrer Mulleres, 36 és una obra neoclasscista d'Olot (Garrotxa) inclosa a l'Inventari del Patrimoni Arquitectònic de Catalunya.

## Descripció
És una casa amb tres crugies i una gran porta central amb dues finestres als costats a la planta baixa. Els altres tres pisos de damunt tenen balcons. El teulat és a dues aigües amb els vessants vers les façanes principals. La composició de l'edifici és rígida per la marcada simetria. Cal destacar els petits esgrafiats que decoren els marcs dels balcons i portes amb dents de serra i rectangles. Així mateix, marquen la separació dels pisos augmentant la sensació d'horitzontalitat.

## Història
La urbanització del carrer Mulleres va tenir lloc a la segona meitat del segle xix. Són cases amb alguns elements clàssics, però que donen pas a una arquitectura molt més historicista i eclèctica. Obres interessants d'aquest moment són la plaça de Braus, la urbanització de l'Horta del Carme, el Teatre o certes esglésies i capelles, encara que les obres més importants i de més envergadura són la plaça Clarà i el passeig de Barcelona. A algunes de les cases del carrer Mulleres intervingueren mestres d'obres importants com ara J. Salvat, J. Cordomí o E. Pujol.